# Piątek (singel)
Piątek – singel polskiego piosenkarza Kubańczyka z jego czwartego albumu studyjnego, zatytułowanego W zeszłym roku, powstały przy gościnnym udziale polskiego rapera Wac Toja. Singel został wydany 14 maja 2022.
Nagranie otrzymało w Polsce status platynowego singla, przekraczając liczbę 50 tysięcy sprzedanych kopii.

## Geneza utworu i historia wydania
Piosenka została napisana i skomponowana przez Jakuba Flasa, Wacława Osieckiego i Kamila Pisarskiego, który również odpowiada za produkcję utworu.
Singel ukazał się w formacie digital download 14 maja 2022 w Polsce wydaniem własnym w dystrybucji Universal Music Polska. Piosenka została umieszczona na czwartym albumie studyjnym Kubańczyka – W zeszłym roku.

## Teledysk
Do utworu powstał teledysk w reżyserii Borysa Bernackiego, który udostępniono w dniu premiery singla za pośrednictwem serwisu YouTube.

## Lista utworów
- Digital download[2]

1. „Piątek” – 2:31

## Certyfikaty
| Kraj          | Certyfikat      | Sprzedaż |
| ------------- | --------------- | -------- |
| Polska (ZPAV) | platynowa płyta | 50 000+  |